# Henrique IV, Príncipe Reuss de Köstritz
Henrique IV, Príncipe Reuss de Köstritz (26 de outubro de 1919 - 20 de junho de 2012) foi um chefe da Casa de Reuss.  

## Vida
Ele era o filho do príncipe Henrique XXXIX de Reuss e da condessa Antonia de Castell-Castell. Henriqueh IV tornou-se chefe da família principesca após o desaparecimento de seu pai em 1945 e foi declarado morto em 1962. Ele vivia com sua família na Castelo Ernstbrunn na Baixa Áustria.

## Casamento e filhos
Em 10 de junho de 1954, o príncipe casou com a princesa Maria Luísa de Salm-Horstmar (18 de agosto de 1918 - 12 de março de 2015), filha de Otto, Príncipe de Salm-Horstmar e da condessa Rosa de Solms-Baruth. Eles tiveram um filho e três filhas:
- Henrique XIV, Príncipe Reuss de Köstritz (14 de julho de 1955) o atual chefe da Casa de Reuss, casou com a Baronesa Johanna Raitz von Frentz, filha de Jan, Barão von Raitz Frentz e da Baronesa Maria-Kunigunde de Hoenning O'Carroll. Eles têm dois filhos e duas filhas: [3]
  - Henrique XXIX, Príncipe Herdeiro Reuss (2 de abril de 1997)
  - Tatiana Reuss (24 de junho de 2001)
  - Xenia Reuss (5 de março de 2006)
  - Henrique V Reuss (12 de janeiro de 2012)
- Anna Isabel Reuss (29 de junho de 1957)
- Carolina Reuss (23 de junho de 1959) casou com Carlos Filipe, Barão von Hohenbuhel gennant Heufler zu Rasen, filho do barão Bernardo von Hohenbuhel gennant Heufler zu Rasen e da baronesa Elisabeth Eyrl von und zu Waldgries und Liebenaich, filha do barão Egon Eyrl von und zu Waldgries und Liebenaich e da princesa Maria Antônieta de Hohenzollern-Sigmaringen.
- Anna Elisabeth Eleonore Reuss (22 de julho de 1962) casou com o conde Johannes Ferdinando Kinsky de Wchinitiz e Tettau, filho de Ferdinando, Conde Kinsky de Wchinitiz e Tettau e da condessa Hedwig de Ballestrem.

## Títulos
- 26 de outubro de 1919 - 20 de junho de 2012: Sua Alteza Sereníssima Henrique IV, Príncipe Reuss de Köstritz

No idioma alemão:
Seine Durchlaucht Heinrich IV, Fürst Reuss